# Política para a Atenção Integral ao Uso de Álcool e Outras Drogas
A Política para a Atenção Integral ao Uso de Álcool e Outras Drogas foi instituída pelo Ministério da Saúde através da Portaria Nº 2.197 de 14 de outubro de 2004. Ela define as diretrizes para o enfrentamento ao uso de álcool e drogas na população brasileira, no âmbito do Sistema Único de Saúde. O documento estabelece as competências e atribuições específicas de cada esfera de governo (federal, estadual e municipal). Também determina a implantação de centenas de Centros de Atenção Psicossocial Álcool e Drogas (CAPSad) − serviços de assistência especializada orientados para a redução de danos sociais e à saúde do indivíduo. Ela também descreve os principais componentes desta rede: (1) atenção básica; (2) CAPS-AD, ambulatórios e outras unidades extra-hospitalares especializadas; (3) componente da atenção hospitalar de referência; (4) rede de suporte social (associações de ajuda mútua e entidades da sociedade civil).